# Pozmrokowate
Pozmrokowate (Trichoceridae) – rodzina muchówek z podrzędu długoczułkich. Opisano ponad 160 gatunków. Preferują klimat chłodny i umiarkowany. Większość aktywna od jesieni do wiosny. Larwy rozwijają się w glebie, grzybach, odchodach lub gnijących szczątkach roślinnych. W zapisie kopalnym reprezentowane są od jury wczesnej.

## Opis

### Owad dorosły

Schemat użyłkowania skrzydła pozmrokowatych. C – żyłka kostalna, Sc – żyłka subkostalna, od R1 do R5 – żyłki radialne,Rs – sektor radialny, od M1 do M3 – żyłki medialne, CuA1 i CuA2 – żyłki anterokubitalne, A1 i A2 – żyłki analne, h – żyłka poprzeczna barkowa, r-m – żyłka poprzeczna radialno-medialna, dm-cu – żyłka poprzeczna dyskomedialno-kubitalna, bm-cu – żyłka poprzeczna bazymedialno-kubitalna, dm – komórka dyskomedialna.

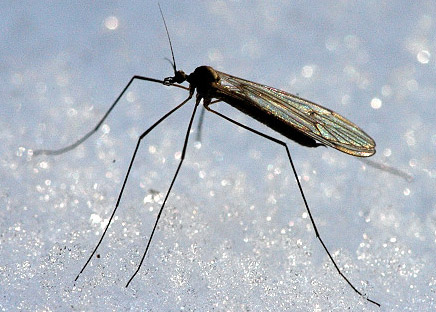
Trichocera hiemalis

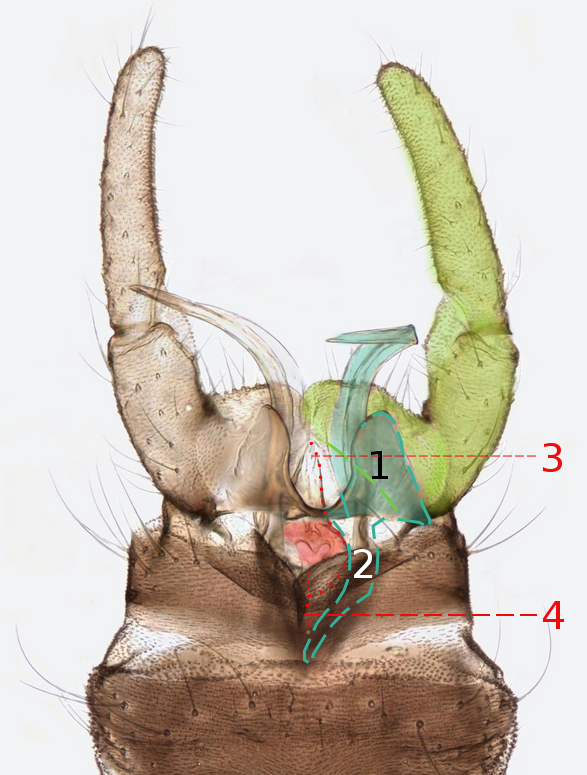
Męskie narządy rozrodcze Trichocera annulata: 1 – apodema bazalna, 2 – endofallus, 3 – otwór endofallusa, 4 – przewód wytryskowy.

Muchówki o ciele długości od 3 do 9 mm, barwy żółtawej do czarnej, zwykle większym u samic niż samców. Głowę mają zaopatrzoną w trzy przyoczka, krótki aparat gębowy oraz pięcioczłonowe głaszczki tak długie jak głowa do nawet dwukrotnie od niej dłuższych. Czułki mają biczyk zbudowany z 13–16 członów o kształcie walcowatym do owalnego. Tułów cechuje się niekompletnym szwem skutalnym. Skrzydło ma od 3 do 12 mm długości. Jego użyłkowanie charakteryzuje obecność czterech żyłek radialnych i tyluż medialnych, zakończonych na krawędzi skrzydła, zakończona pośrodku żyłki subkostalnej żyłka poprzeczna sc-r, obecność żyłki poprzecznej r-r, zamknięta komórka dyskalna, szypułkowata komórka m3 oraz krótka druga żyłka analna. Samice z rodzaju Cladoneura mają pokładełko krótkie i mięsiste, a pozostałych rodzajów zagięte ku dołowi.

### Stadia rozwojowe
Larwy mają ciemną, silnie zesklerotyzwoną głowę o czarnych oczach, brodawkowatych czułkach oraz dobrze rozwiniętych szczękach i żuwaczkach. Układ oddechowy ma dwie pary przetchlinek: zagłowową i końcową (typ amfipneustyczny). Odwłok zbudowany jest z dziewięciu segmentów, z których ostatni jest wtórnie podzielony na trzy części i zwieńczony czterema płatami.
Poczwarka jest zamknięta. Jej ruchomy odwłok ma segmenty od pierwszego do szóstego podzielone wtórnie na trzy, a siódmy na dwie części. Tylną część każdego z segmentów odwłoka, z wyjątkiem ostatniego, zdobi palisada krótkich kolców.

## Biologia i występowanie
Pozmrokowate występują na wszystkich kontynentach, preferując klimat chłodny i umiarkowany, a w strefach zwrotnikowych zamieszkując łańcuchy górskie. Na północy i południu ich zasięg przekracza koła podbiegunowe. W Polsce stwierdzono 16 gatunków (zobacz: pozmrokowate Polski). Dorosłe większości gatunków aktywne są od jesieni do wiosny, a im cieplejszy klimat tym później jesienią lub zimą następuje ich pojaw. Samice należą do fauny naśnieżnej. Samce często tworzą roje. Wyjątkiem jest rodzaj Cladoneura, którego imagines pojawiają się latem.
Larwy zasiedlają wilgotną glebę, gnijące szczątki roślinne, grzyby i odchody zwierząt. Tylko w przypadku wymarłego Paleotrichocera mongolica istnieje podejrzenie wodnego trybu życia. W ich rozwoju występują cztery stadia. 

## Taksonomia i ewolucja
Pozycja systematyczna pozmrokowatych nie została dotąd jednoznacznie rozstrzygnięta. Większość współczesnych autorów umieszcza je w infrarzędzie Tipulomorpha. E. Krzemińska i W. Krzemiński (2003, 2009) klasyfikują je wraz z wymarłymi Gnomuscidae w infrarzędzie Trichoceromorpha, a tenże łączą z Tipulomorpha w podrząd Polyneura. Z kolei N. Woodley i współpracownicy (2009) zaliczają je do infrarzędu Psychodomorpha.
W zapisie kopalnym reprezentowane są od toarku w jurze wczesnej.
Dotychczas opisano ponad 160 gatunków, które klasyfikuje się w 3 podrodzinach i 15 rodzajach:
- podrodzina: †Kovalevinae Krzemińska et al., 2009
  - †Kovaleva Krzemińska et al., 2009
- podrodzina: Paracladurinae Krzemińska
  - Paracladura Brunetti
- podrodzina: Trichocerinae Kertesz, 1902
  - plemię: Trichocerini Kertesz, 1902
    - Cladoneura Scudder, 1894
    - †Eotrichocera Kalugina, 1985
    - †Karatina Krzemińska et al., 2009
    - †Mailotrichocera Kalugina, 1985
    - †Paleotrichocera Kalugina, 1986
    - †Rasnitsynina Krzemińska et al., 2009
    - Trichocera Meigen, 1803

  - plemię: Nototrichocerini Krzemińska et al., 2009
    - Nototrichocera
    - †Tanyochoreta Zhang 2006
    - †Undaya Krzemińska et al., 2009
    - †Zherikhinina Krzemińska et al., 2009
- podrodzina: incertae sedis
  - †Mesotrichocera Hong et Wang, 1990[7]
  - †Musidoromima Rohdendorf 1962[8]